# Pescara

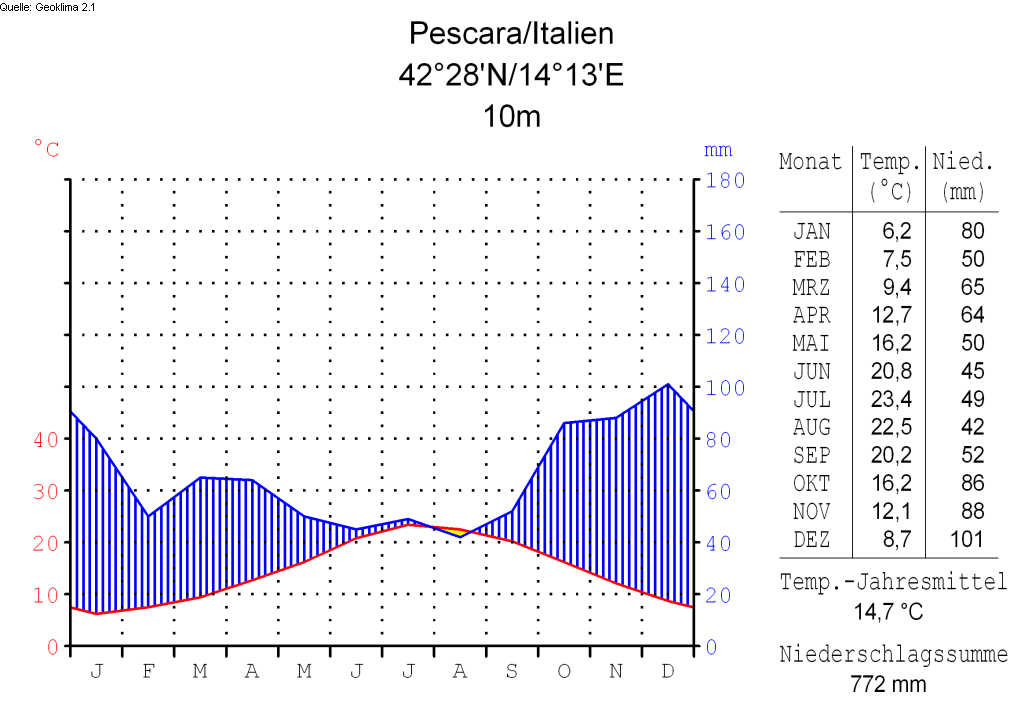
Klimadiagramm von Pescara

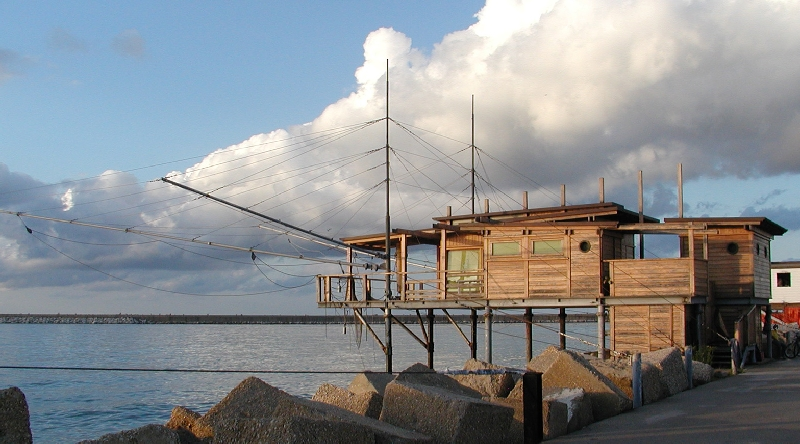
Einer der wenigen Trabocchi, im Hafen von Pescara

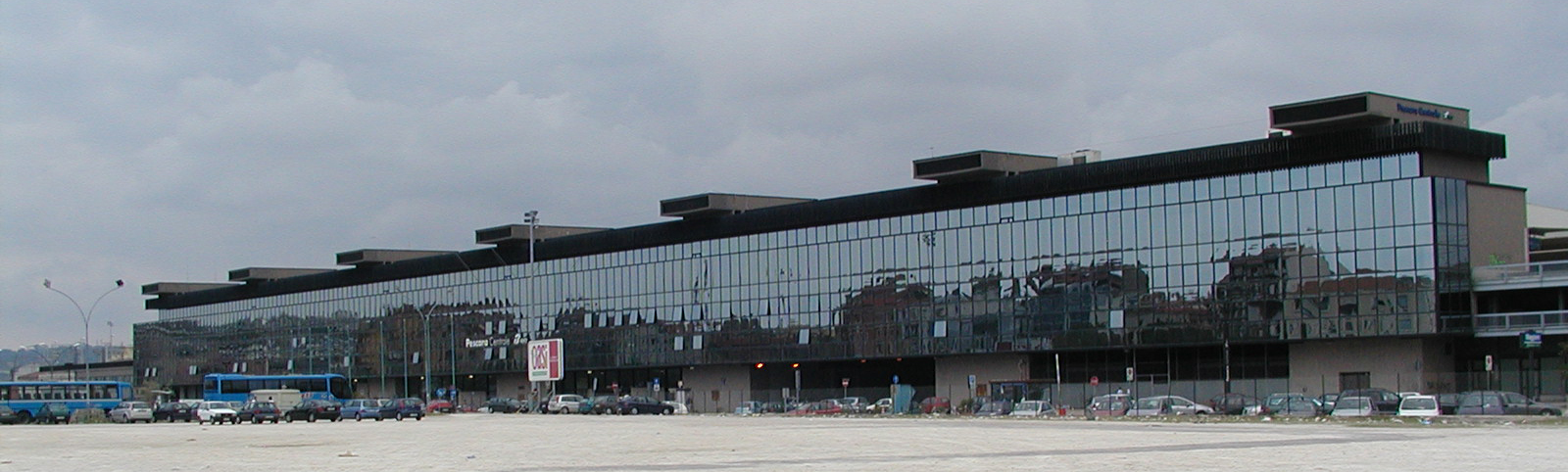
Der Hauptbahnhof von Pescara

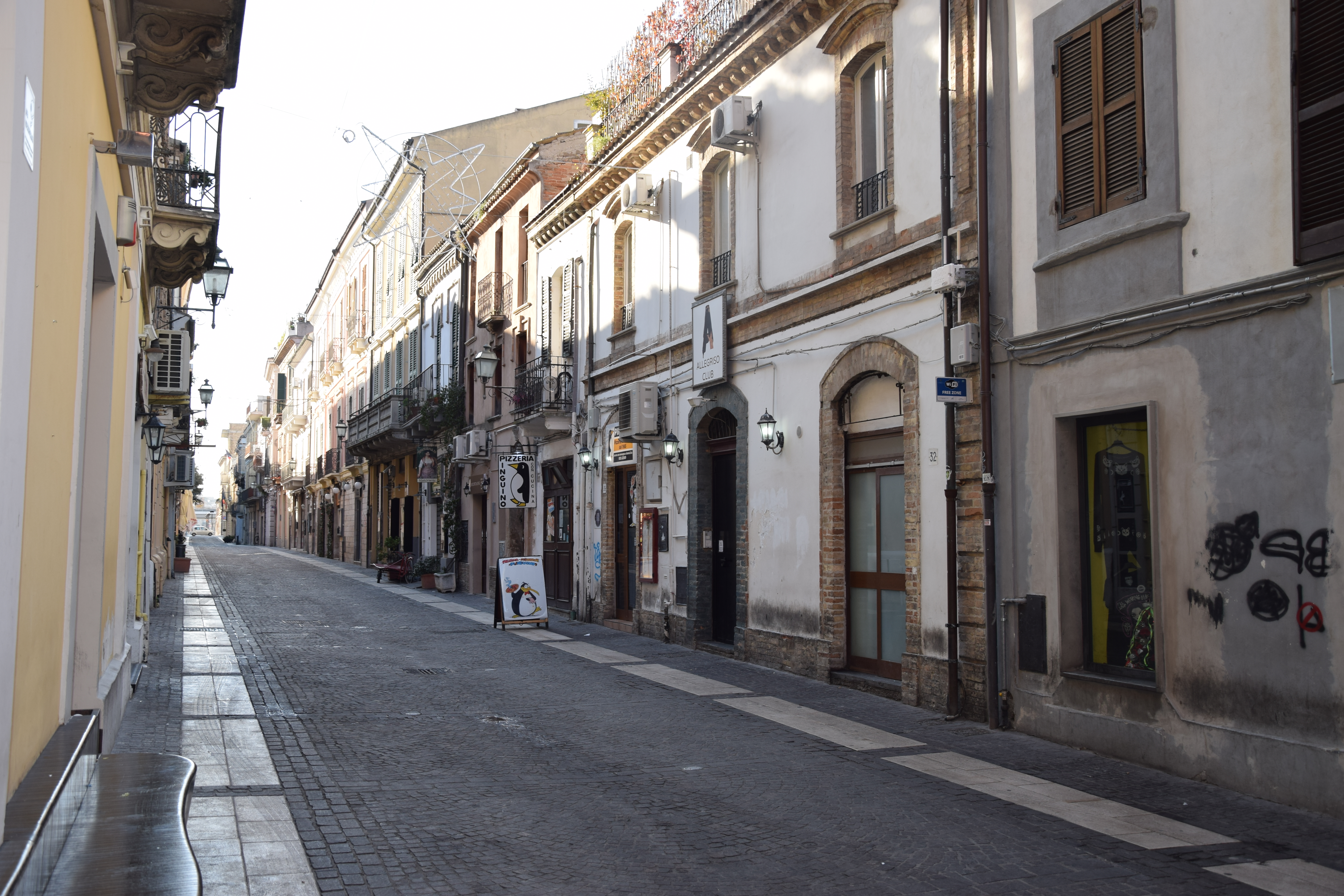
Die Altstadt von Pescara

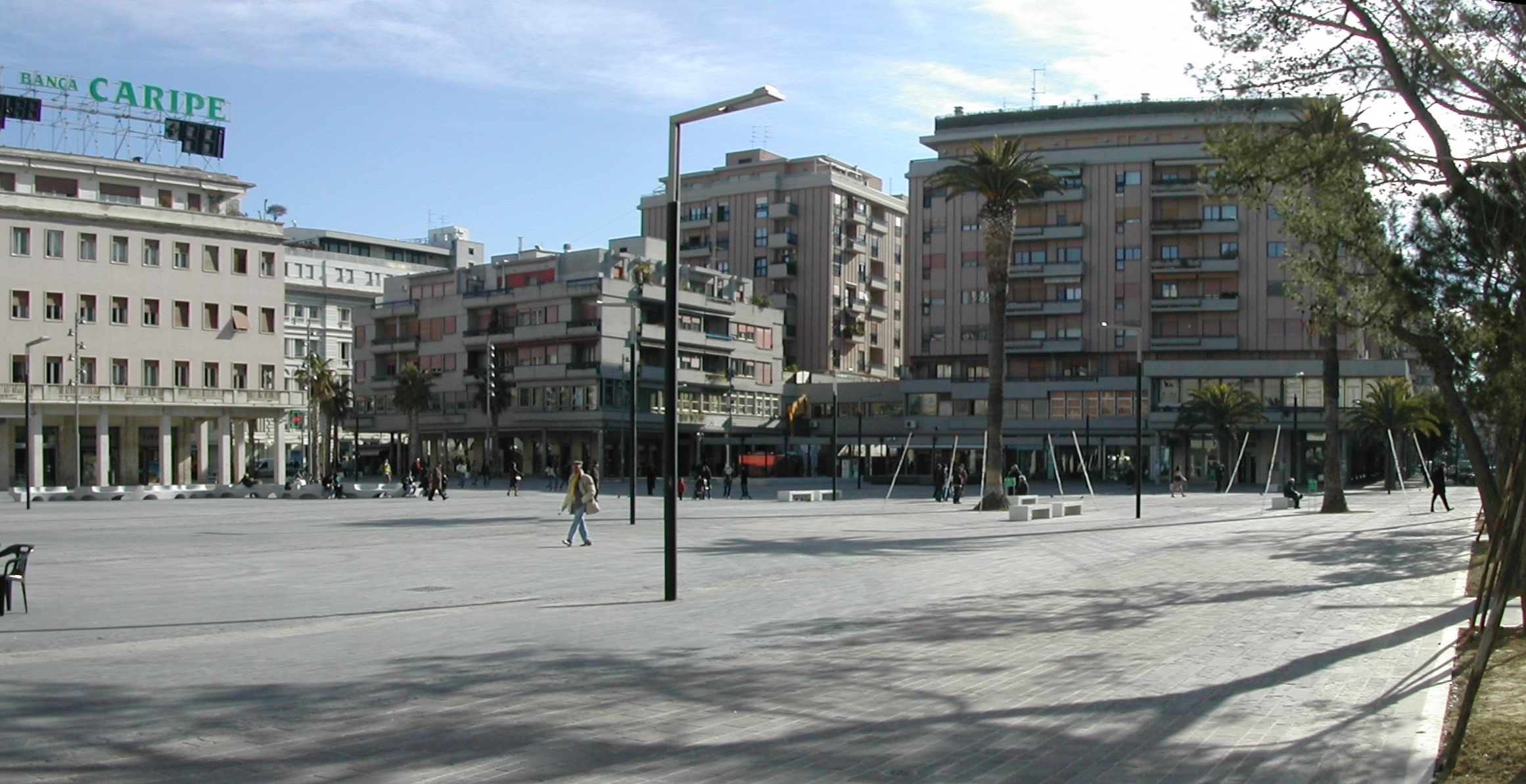
Piazza Salotto Pescara

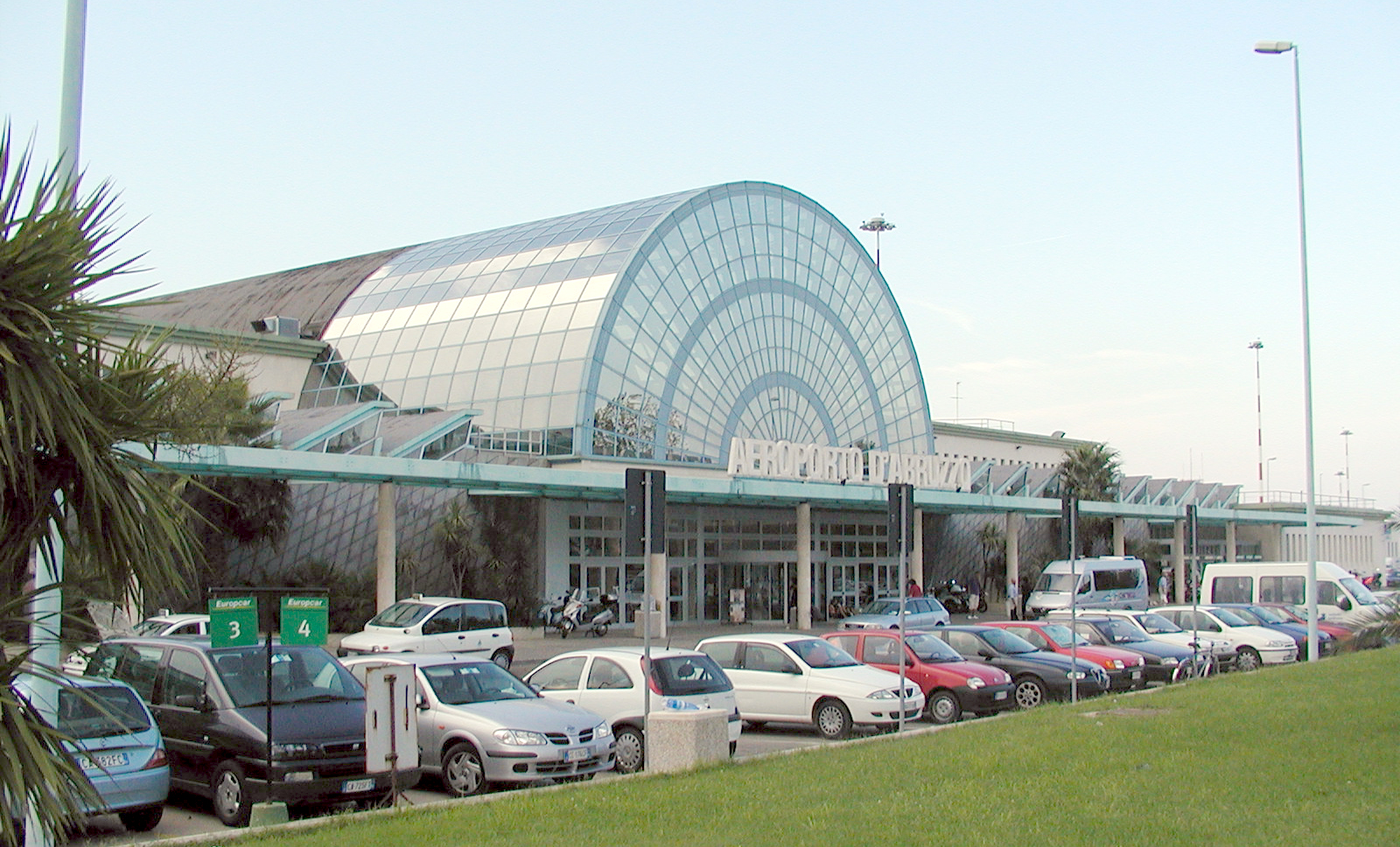
Der Flughafen von Pescara

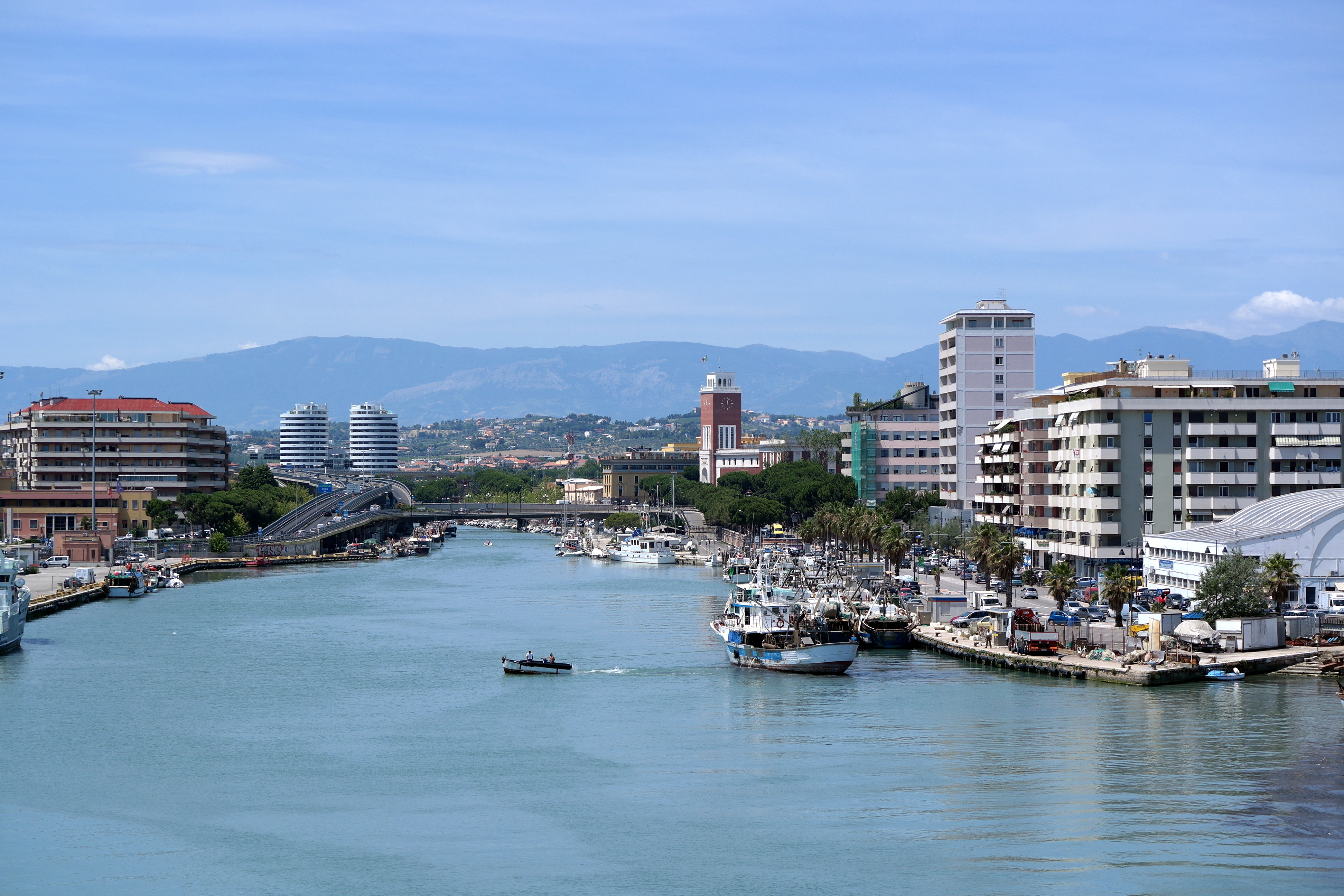
Der Hafen von Pescara

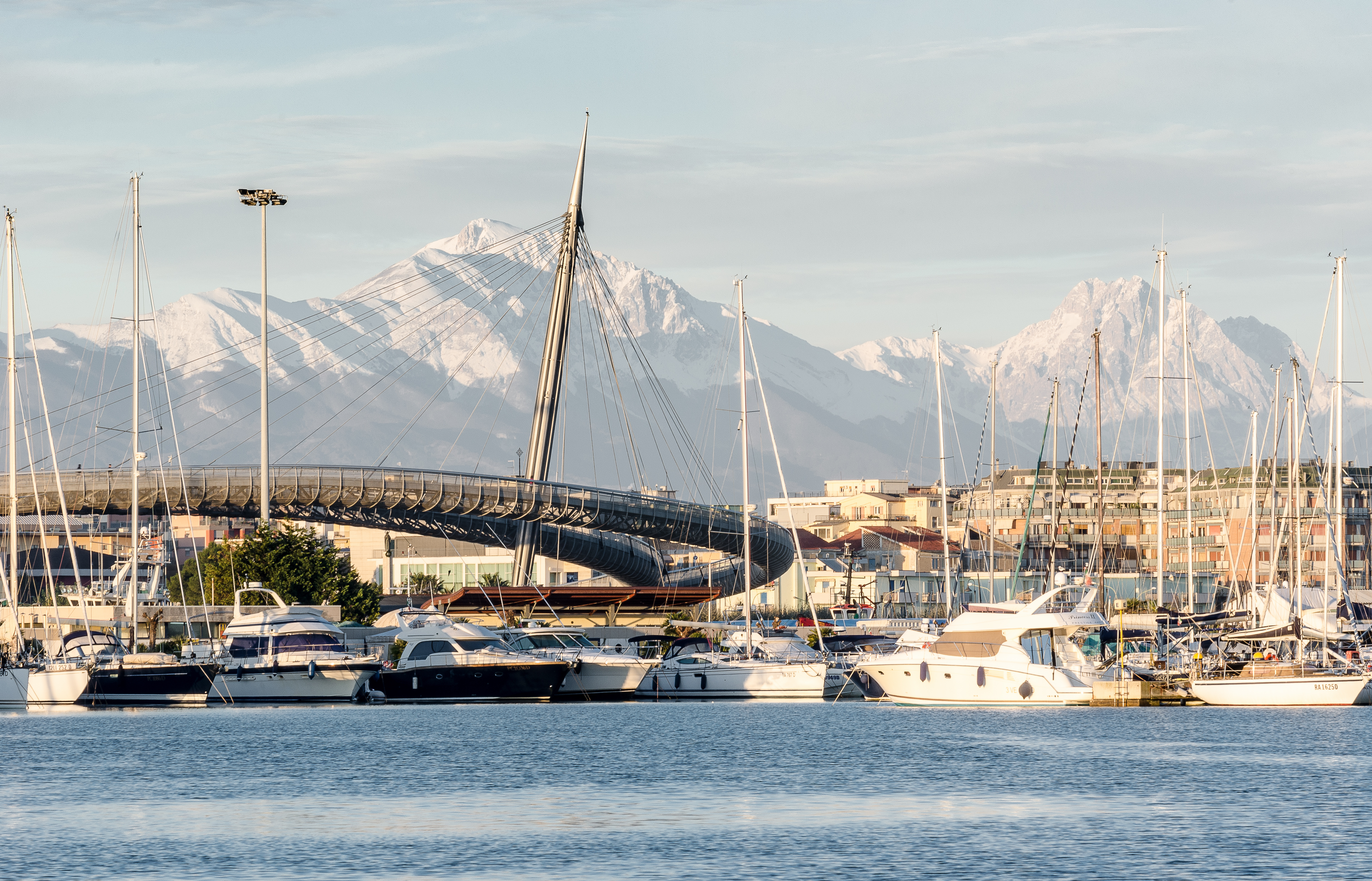
Der neue Jachthafen von Pescara und „Die schlafende Schöne“ („la bella addormentata“) (das Massiv des Gran-Sasso im Hintergrund)

Pescara [pesˈkaːra] ist eine italienische Stadt in der Region der Abruzzen, 208 km östlich von Rom, mit 118.419 Einwohnern (Stand 31. Dezember 2024). Sie ist die Hauptstadt der Provinz Pescara.

## Geographie
Pescara liegt an der Mündung des Flusses Pescara in die Adria.
Die Nachbargemeinden sind Chieti (CH), Francavilla al Mare (CH), Montesilvano, San Giovanni Teatino (CH) und Spoltore.

## Geschichte
Die Ursprünge Pescaras reichen in die Zeit vor seiner Eroberung durch die Römer zurück. Die Vestiner bauten nämlich an der strategisch günstigen Lage im Mündungsbereich des Flusses Aternus (Pescara) in die Adria den gleichnamigen Hafenort namens Aternum. Es war die einzige Stadt der Vestiner an der Meeresküste und ein bedeutender Handelsplatz, den auch die Marrukiner und Paeligner als Emporium nutzten. Unter Kaiser Augustus wurden hier Veteranen angesiedelt und unter ihnen das Territorium der Stadt aufgeteilt. Aternum war durch die Via Claudia Valeria mit Rom verbunden. Bedeutsam war der Vicus als Überfahrtshafen nach Salonae in Dalmatien. 538 n. Chr. wurde Aternum vom oströmischen Heermeister Johannes erobert.
Aternum wurde 597 beim Einfall der Langobarden zerstört. Der Bischof von Amiternum, Cetteo, der später Schutzpatron von Pescara wurde, soll damals von den Langobarden in Amiternum hingerichtet worden sein, indem er mit einem schweren, um den Hals gebundenen Stein von einer Brücke gestürzt wurde, woraufhin sein Leichnam nach Aternum getrieben sei.
Im Hochmittelalter wurde die Stadt unter dem Namen Piscaria neu gegründet. Sie gelangte in den Besitz der Montecassino, als Hochzeitsgeschenk an die griechische Gattin Theophanu des Kaisers Otto II. und an die Normannen. 1137 drang Kaiser Lothar in seinem Kampf gegen König Roger II. von Sizilien über Pescara vor, das sich ihm wie die übrigen Küstenstädte halb gutwillig, halb gezwungen ergab. 1209 wurde Pescara von Kaiser Otto IV. in Besitz genommen und sein Kastell zerstört. Kaiser Friedrich II. verweilte hier am 15. März 1226 und am 22. März 1240. König Konrad IV. landete hier Anfang Januar 1252 nach glücklicher Fahrt, und im Juli 1259 schlug König Manfred bei Pescara sein Lager auf.
König Ladislaus von Neapel baute das alte Kastell 1409 wieder auf. Im 15. Jahrhundert stand Pescara im Zentrum der zwischen dem Haus Anjou und den Aragonesen ausgetragenen Erbfolgekämpfe und kam unter die Herrschaft der d’Avalos. 1435 und 1439 wurde die Stadt vom italienischen Kondottiere Jacopo Caldora erobert. Sie gelangte dann in den Besitz Kaiser Karls V., der sie in der ersten Hälfte des 16. Jahrhunderts zu einer Militäranlage ausbaute. 1566 griffen 105 türkische Galeeren Pescara an, doch konnten die Osmanen die Stadt nicht erobern und mussten sich mit der Verwüstung des umliegenden Geländes begnügen.
Im Rahmen des Spanischen Erbfolgekriegs attackierten österreichische Truppen unter dem Kommando von Georg Olivier Graf von Wallis Pescara, das von Giovan Girolamo II. Acquaviva verteidigt wurde und sich nach zweimonatiger Belagerung im September 1707 ergeben musste.
Im Dezember 1798 wurde Pescara vom französischen General Guillaume Philibert Duhesme genommen. Es gehörte dann kurzzeitig zur Parthenopäischen Republik, wurde aber bereits 1799 von dem pro-bourbonischen Giuseppe Pronio für das Königreich Neapel zurückerobert. Als der französische General Lechi im Feldzug des Jahres 1806 in die Abruzzen eingedrungen war, besetzte er am 19. Februar auch Pescara. Die Stadt fungierte dann während der Regierung von Joseph Bonaparte als bedeutender Militärstützpunkt.
1814 revoltierten die Carbonari von Pescara gegen König Joachim Murat. Nach der am 2. und 3. Mai 1815 ausgefochtenen Schlacht bei Tolentino nahm Murats Armee Stellungen am Tronto und der Pescara. In der Konvention, die bald darauf am 20. Mai Baron Michele Carrascosa in Casalanza mit dem österreichischen General Neipperg abgeschlossen hatte, durch welche alle neapolitanische Festungen den Alliierten für König Ferdinand IV. übergeben wurden, waren nur Gaeta, Pescara und das Kastell von Ancona ausgenommen. Die Österreicher blockierten aber damals Pescara, das am 25. Mai beschossen und am 28. Mai durch Kapitulation genommen wurde. In den folgenden Jahren wurde Pescara ein Symbol der gewalttätigen bourbonischen Restauration, da es dort eines der berüchtigtsten bourbonischen Gefängnisse gab. 1860 eroberte Clemente de Caesaris, ein Kollaborateur Giuseppe Garibaldis, die Stadt. Das Kastell wurde 1867 dem Erdboden gleichgemacht, da sich Pescara nach dem Bau der Eisenbahn 1866 schnell ausdehnte und der Platz benötigt wurde.
Das heutige Pescara wurde 1927 aus dem ursprünglichen Pescara südlich des gleichnamigen Flusses und der Stadt Castellammare Adriatico nördlich desselben gebildet und stieg zur Hauptstadt einer neu geschaffenen eigenen Provinz auf. Mussolini plante, die Stadt zu einem wichtigen Zentrum ausbauen zu lassen und die ungünstig gelegene Hauptstadt der Abruzzen L’Aquila durch Pescara zu ersetzen. Noch heute künden einige Bauten von diesem Plan.
Bei alliierten Luftangriffen am 31. August sowie am 14., 17. und 20. September 1943 wurden große Teile der Stadt zerstört. Bei den Bombardierungen starben über 3000 Zivilisten, einige Quellen geben sogar ca. 6000 Tote an.
Am 10. Juni 1944 befreiten die Alliierten die Stadt, nachdem die Wehrmacht den Hafen und die letzten intakten Fabrikanlagen zerstört hatte.
Nach dem Krieg wurde Pescara in moderner Form wieder aufgebaut.

## Bevölkerungsentwicklung
| Jahr      | 1861  | 1881   | 1901   | 1921   | 1936   | 1951   | 1971    | 1991    | 2001    | 2016    |
| --------- | ----- | ------ | ------ | ------ | ------ | ------ | ------- | ------- | ------- | ------- |
| Einwohner | 9.449 | 12.561 | 16.165 | 26.073 | 45.445 | 65.466 | 122.470 | 122.236 | 116.286 | 120.420 |

Quelle: ISTAT

## Tourismus und Kultur
Pescara ist ein Bade- und Winterkurort; am beliebtesten ist er jedoch während der Sommermonate, da er für seine mehr als 20 km langen Strände, die unter anderem von römischen Touristen genutzt werden, bekannt ist. Im August bieten einige Fischer für Touristen Ausfahrten an und nutzen auf diese Weise ihre Leerzeit, die durch das Fangverbot für viele Fische in der Adria entstanden ist. Per Schnellboot sind die Inseln Tremiti mit Zwischenstopp in Vasto in ca. 2½ Stunden erreichbar. Am ersten oder zweiten Wochenende im August findet das Fischerfest im Hafen und vor der Küste statt.
Der Schriftsteller Gabriele D’Annunzio wurde am 12. März 1863 hier geboren, sein Geburtshaus steht seit einer Renovierung in den 1930er Jahren der Öffentlichkeit offen. Nach ihm ist auch die örtliche Universität benannt. Seit 1973 werden die Premi Internazionali Flaiano, internationale Auszeichnungen in den Kategorien Literatur, Theater und Film, benannt nach dem ebenfalls in Pescara geborenen Schriftsteller Ennio Flaiano, vergeben.
- Jazz-Festival Pescara Jazz

Jeden Juli findet ein internationales Jazz-Festival statt.
- Konzerte:

Im Sommer laden die Stadt Pescara und das Touristikbüro zu kostenlosen Konzerten ein. Es gibt drei Austragungsorte dafür, „Stadio del Mare“, direkt am Strand dicht an der Nordseite des Hafens und Beginn der Straße „Lungomare Giacomo Matteotti“, und die „Piazza Salotto“, frei übersetzt der „Wohnzimmerplatz“, wie die Piazza „della Rinascita“ im Volksmund und auch auf Plakaten genannt wird, als Beispiel sei das Konzert am 27. August 2006 von Angelo Branduardi erwähnt. Begründet ist dieser Name durch die bis zum Jahr 1996 vorhandenen Sitzgelegenheiten auf dem Platz. Sie waren so bequem, dass sich die Menschen auf diesem Platz wie in einem großen Wohnzimmer fühlten.

### Museen
- Museo Casa Natale di Gabriele D’Annunzio, das Geburtshaus des Dichters mit vielen Gegenständen, Bildern und Briefen aus seinem Leben.
- Museo Civico Basilio Cascella, das Städtische Museum für den Künstler Basilio Cascella mit über 500 Gemälden, Skulpturen und Keramiken sowie Grafiken von ihm und seinen Söhnen und Enkeln.
- Museo d’Arte Moderna Vittoria Colonna, ein Museum, in dem wechselnde, zeitlich begrenzte und international bedeutende Ausstellungen gezeigt werden.
- Museo delle Genti d’Abruzzo, im ehemaligen Gefängnis der Bourbonen wird die archäologische Vergangenheit sowie das Leben in ländlichen Abruzzen gezeigt.
- Museo di Antiche Maioliche di Castelli, in einer Villa im neuen Stadtzentrum wird eine kostbare Sammlung von Castelli-Keramiken gezeigt.
- Museo Ittico Meraviglie del Mare, ein Museum am nördlichen Ende des Fischereihafens, es wird zurzeit renoviert. Es war und wird dem Leben im Meer gewidmet sein. Neben Aquarien mit Fischen und Pflanzen der Adria wird es verschiedene Skelette und Versteinerungen ehemaliger Bewohner der italienischen Meere sowie die Zusammenhänge der verschiedenen Lebenszyklen und das Zusammenspiel der Meeresbewohner zeigen.

## Sport

### Radsport
Am 19. Mai 2001 war Pescara Ziel des Prologs des Giro d’Italia. Sieger wurde Rik Verbrugghe.

### Fußball
Der Fußball-Club Pescara Calcio spielt in der Saison 2024/25 in der Serie C, der dritthöchsten italienischen Spielklasse.

### Motorsport
Von 1924 bis 1961 wurden auf dem Straßenkurs Circuito di Pescara die Coppa Acerbo veranstaltet. Im Debüt-Jahr 1924 siegte Enzo Ferrari auf Alfa Romeo RL. Danach gehörte das Rennen zwar nicht zur Grand-Prix-Europameisterschaft, war aber dennoch bis zum Zweiten Weltkrieg von internationaler Bedeutung. So trugen sich Größen wie Giuseppe Campari, Tazio Nuvolari und Luigi Fagioli für Alfa Romeo, Achille Varzi und Bernd Rosemeyer für Auto Union oder Rudolf Caracciola für Mercedes-Benz in die Siegerlisten ein. 1957 wurde hier der Große Preis von Pescara zur Automobil-Weltmeisterschaft ausgetragen.

### Beachhandball
In Pescara wurde die Beachhandball-Weltmeisterschaft 2020 ausgerichtet.

### Beachvolleyball
1996 fand hier die Europameisterschaft statt. Die Siegerinnen hießen Eva Celbová und Soňa Dosoudilová, die im Finale Beate Bühler und Danja Müsch bezwangen. Wie bei den Frauen kamen auch bei den Männern die Gewinner aus Tschechien und die Zweiten aus Deutschland. Michal Palinek und Marek Pakosta besiegten im Endspiel Jörg Ahmann und Axel Hager.

## Wirtschaft
Die Stadt besitzt ein Handelszentrum, eine Wirtschaftshochschule sowie eine Universität, die Universität Chieti-Pescara. Größter Arbeitgeber der Stadt ist das Montagewerk der Compagna Italiana Rimorchi, einer Tochtergesellschaft des polnischen Nutzfahrzeugherstellers Wielton SA.

## Weinbau
In der Gemeinde werden Reben der Sorte Montepulciano für den DOC-Wein Montepulciano d’Abruzzo angebaut.

## Verkehr
Ein Flughafen (Aeroporto di Pescara), zwei Bahnhöfe (Pescara Centrale und Porta Nuova) sowie mehrere Buslinien bilden die Verkehrsanbindung der Stadt. Pescara ist ein wichtiger Verkehrsknotenpunkt in der Region Abruzzen. Die Autobahn und die Bahnlinie führen nicht nur an der Adria entlang, sondern auch durch den Apennin nach Rom. Es gibt Busverbindungen zum Bahnhof Roma Tiburtina mit Anschluss an die Metro in die Innenstadt und zu den Flughäfen. Eine direkte Zugverbindung zum Bahnhof Roma Termini wurde 2007 wieder eingeführt, die Fahrzeiten betragen mit der Bahn etwa dreieinhalb Stunden, mit dem Bus etwa zweieinhalb Stunden nach Tiburtina und etwa dreieinhalb zu den Flughäfen (Stand: Sommer 2011).
Vom Parkplatz vor dem Bahnhof besteht seit dem 1. Dezember 2022 eine tägliche Busverbindung der ITA Airways mit dem Bus zum und vom Flughafen Rom-Fiumicino, was eine Verbindung zum Drehkreuz der Fluggesellschaft ermöglicht. Pescara ist mit dem Flugzeug direkt vom Flughafen Frankfurt-Hahn und vom Flughafen Niederrhein zu erreichen. Außerdem sind unter anderem regelmäßige Flüge nach Barcelona, Eindhoven, London, Mailand, Paris, Tirana und Toronto möglich.

## Städtepartnerschaften
- Arcachon, Frankreich
- Miami Beach, Vereinigte Staaten
- Split, Kroatien
- Lima, Peru
- Messina, Italien
- Neapel, Italien

## Persönlichkeiten

### Söhne und Töchter der Stadt
- Gabriele D’Annunzio (1863–1938), Schriftsteller
- Felice Carena (1885–1937), Komponist
- Luis César Amadori (1903–1977), argentinischer Filmemacher, Drehbuchautor und Schriftsteller italienischer Herkunft
- Alessandro Cicognini (1906–1995), Filmkomponist
- Ennio Flaiano (1910–1972), Schriftsteller und Journalist
- Lucio De Caro (* 1922), Drehbuchautor und Filmregisseur
- Giulia Rubini (* 1935), Schauspielerin
- Zvi Yanai (1935–2013), israelischer Schriftsteller und Publizist
- Gabriele Ferro (* 1937), Dirigent
- Giovanni Cornacchia (1939–2008), Leichtathlet
- Stefano Pessina (* 1941), monegassischer Unternehmer italienischer Herkunft
- Palmiro Masciarelli (* 1953), Radrennfahrer
- Daniele Fontecchio (* 1960), Hürdenläufer
- Giovanni Gaspari (* 1963), römisch-katholischer Geistlicher, Erzbischof und Diplomat des Heiligen Stuhls
- Ivan Scalfarotto (* 1965), LGBT-Aktivist, Autor und Politiker
- Floria Sigismondi (* 1965), Fotografin und Regisseurin
- Giovanni De Benedictis (* 1968), Geher
- Ildebrando D’Arcangelo (* 1969), Opernsänger (Bass, Bariton)
- Eusebio Di Francesco (* 1969), Fußballspieler und -trainer
- Gianluca Luisi (* 1970), Pianist
- Jarno Trulli (* 1974), Automobilrennfahrer
- Giada Colagrande (* 1975), Filmregisseurin, Drehbuchautorin und Schauspielerin
- Piero Mazzocchetti (* 1978), Sänger und Pianist
- Simone Masciarelli (* 1980), Radrennfahrer
- Fabio Taborre (1985–2021), Radrennfahrer
- Fabio Terrenzio (* 1985), Radrennfahrer
- Francesco Masciarelli (* 1986), Radrennfahrer
- Andrea Caldarelli (* 1990), Automobilrennfahrer
- Marco Capuano (* 1991), Fußballspieler
- Marco Verratti (* 1992), Fußballspieler
- Francesco Di Fulvio (* 1993), Wasserballspieler
- Simone Fontecchio (* 1995), Basketballspieler
- Alice Matteucci (* 1995), Tennisspielerin
- Gaia Realini (* 2001), Radrennfahrerin
- Margherita Tega (* 2004), Beachvolleyballspielerin
- Enzo Trulli (* 2005), Automobilrennfahrer

### Persönlichkeiten mit Bezug zur Stadt
- Ernesto Rossi (1827–1896), Schauspieler
- Nada Fiorelli (1919–1984), Schauspielerin
- Vincenzo Zappone (1921–2007), Dichter
- Joe Sentieri (1925–2007), Sänger und Schauspieler
- Piermario Morosini (1986–2012), Fußballspieler; starb in Pescara nach einem Kreislaufstillstand während des Spieles seines Vereins AS Livorno gegen Delfino Pescara 1936